# Synagoga w Oslo
Synagoga w Oslo – jedyna obecnie czynna synagoga znajdująca się w Oslo, stolicy Norwegii, przy ulicy Bergstien 15.
Synagoga została zbudowana w latach 1918–1919. Jako jedyna synagoga w Norwegii nie została całkowicie zniszczona podczas II wojny światowej. Charakterystycznym elementem synagogi jest baszta znajdująca się obok głównego wejścia.
17 września 2006 roku o godzinie 2.30 synagoga została ostrzelana z broni automatycznej przez nieznanego sprawcę. Po kilku dniach zatrzymano sprawców zamachu. Przygotowywali oni również atak terrorystyczny na ambasadę Izraela i USA w Oslo.